# Roman Veselý
Roman Veselý (* 16. února 1974 Brno) je bývalý český fotbalový obránce.

## Fotbalová kariéra
Hrál za FC Boby Brno, Fotbal Třinec, SK Chrudim, 1. FC Synot a SFC Opava. V české lize nastoupil celkem v 60 utkáních a dal 1 gól.

## Ligová bilance
| Ročník                          | Zápasy | Góly | Klub         |
| ------------------------------- | ------ | ---- | ------------ |
| 1. česká fotbalová liga 1993/94 | 6      | 0    | FC Boby Brno |
| Gambrinus liga 2000/01          | 27     | 1    | 1. FC Synot  |
| Gambrinus liga 2001/02          | 26     | 0    | 1. FC Synot  |
| Gambrinus liga 2002/03          | 1      | 0    | 1. FC Synot  |
| CELKEM                          | 60     | 1    |              |